# Hans Küng
Hans Küng (ur. 19 marca 1928 w Sursee, zm. 6 kwietnia 2021 w Tybindze) – szwajcarski profesor teologii, duchowny rzymskokatolicki, pisarz i krytyk nauczania Kościoła katolickiego (zwłaszcza w kwestii prymatu papieża), zaangażowany w dziedzinie dialogu międzyreligijnego.

## Życiorys
W latach 1948–1951 studiował filozofię w Gregorianum w Rzymie. W latach 1951–1955 odbył studia teologiczne oraz przyjął święcenia kapłańskie. W latach 1955–1957 studiował na Sorbonie i w Instytucie Katolickim w Paryżu, uzyskując tytuł doktora teologii na podstawie pracy Justification. La doctrine de Karl Barth et une réflexion catholique. Książka opublikowana na tej podstawie wzbudziła spore zainteresowanie i uznanie w świecie teologicznym, w tym także samego Karla Bartha. Odbył także dalsze studia w Amsterdamie, Berlinie, Madrycie i Londynie. W latach 1957–1959 pracował jako duszpasterz Hofkirche w Lucernie.
Od 1959 asystent naukowy na Wydziale Teologii Katolickiej Uniwersytetu w Münsterze. W latach 1960–1963 profesor teologii fundamentalnej na Wydziale Teologii Katolickiej Uniwersytetu w Tybindze. W latach 1962–1965 z nominacji papieża Jana XXIII oficjalny doradca (peritus) Soboru watykańskiego II. W czasie obrad Soboru zetknął się z młodym profesorem teologii Josephem Ratzingerem. Zarówno Küng, jak i Ratzinger byli uważani za zwolenników reform soborowych. Od 1963 profesor teologii dogmatycznej i ekumenicznej w Tybindze oraz założyciel i dyrektor Instytutu Badań Ekumenicznych.
W latach 1980–1996 pracował jako wykładowca teologii ekumenicznej i dyrektor Instytutu. W 1995 założył Fundację Weltethos i został jej prezesem. Wykładał gościnnie na uniwersytetach w Stanach Zjednoczonych i w Szwajcarii.
Od 1996 był na emeryturze.

## Nieprawowierność
W 1979 Kongregacja Nauki Wiary przeprowadziła proces mający na celu zbadanie zgodności z doktryną katolicką wypowiedzi Künga, zwłaszcza kwestionujących dogmat o nieomylności papieża. W deklaracji „o niektórych aspektach nauczania teologicznego profesora Hansa Künga” Kongregacja orzekła, że Hans Küng odszedł w swoich pismach od integralnej wiary katolickiej i dlatego nie może być uważany za teologa katolickiego ani – jako taki – nie może pełnić misji nauczania. Pozbawienie prawa nauczania nie wiązało się jednak z utratą stanu duchownego. Papież Jan Paweł II deklarację zatwierdził. Pomimo werdyktu Küng pozostał wykładowcą teologii na Uniwersytecie w Tybindze, ale tylko ekumenicznej, a jego Instytut Badań Ekumenicznych oddzielono od Wydziału Katolickiego.
24 września 2005 Joseph Ratzinger, jako nowo wybrany papież Benedykt XVI, ku zaskoczeniu obserwatorów, przyjął Künga na czterogodzinnej osobistej audiencji w Castel Gandolfo. Według komunikatu podczas spotkania unikano poruszania drażliwych tematów, ograniczono się do spraw światowego etosu i stosunku nauk przyrodniczych do wiary chrześcijańskiej.

## Doktoraty honoris causa
Nagrodzony trzynastoma tytułami doktora honoris causa, m.in.:
- 1963 doktor prawa St. Louis University[3]
- 1985 doktor teologii University of Cambridge[4]
- 10 listopada 2004 doktor w dziedzinie filozofii Uniwersytetu w Genui
- 26 października 2007 doktor Federal University Juiz de Fora w Brazylii[5].

## Nagrody
- Culture Prize of the German Free Masons (Kolonia, 18 maja 2007)[5]
- Nagroda Croatian Academic Society (9 listopada 2007)[5]
- Krzyż Komandorski Orderu Zasługi Republiki Federalnej Niemiec[6]

## Przedmioty sporu
Hans Küng uznawał wyższość światopoglądu chrześcijańskiego, krytykował jednak naukę Kościoła katolickiego w wielu zagadnieniach:
- nieomylności papieża[7],
- sztucznego zapłodnienia,
- rygorystycznego zakazu przerywania ciąży,
- braku możliwości wyświęcania kobiet,
- nieuznawania święceń Kościoła anglikańskiego,
- celibatu księży obrządku łacińskiego,
- zakazu eutanazji,
- wiecznego trwania piekła[8].

## Publikacje książkowe wydane w języku polskim
- Küng Hans. Sobór i zjednoczenie. Kraków: Społeczny Instytut Wydawniczy „Znak”, 1964.
- Küng Hans. Bóg a cierpienie. Warszawa: Instytut Wydawniczy „Pax”, 1973.
- Küng Hans. Życie wieczne?. Kraków: Oficyna Literacka, 1993. ISBN 83-85158-77-4.
- Küng Hans. Credo: apostolskie wyznanie wiary objaśnione ludziom współczesnym. Warszawa: Wydawnictwo Marba Crown, 1995. ISBN 83-85467-55-6.
- Küng Hans. Nieomylny?. Kraków: Zakład Wydawniczy „Nomos”, 1995. ISBN 83-85527-23-0.
- Küng Hans. Krótka historia Kościoła katolickiego. Wrocław: Wydawnictwo Dolnośląskie, 2004. ISBN 83-7384-102-4.

## Publikacje książkowe
- Konzil und Wiedervereinigung. Erneuerung als Ruf in die Einheit, Wien-Freiburg-Basel 1960 (tłum. pol. Sobór i zjednoczenie, Kraków 1964)
- Damit die Welt glaube. Briefe an junge Menschen, München 1962
- Strukturen der Kirche, Freiburg-Basel-Wien 1962
- Kirche im Konzil, Freiburg-Basel-Wien 1963 i wyd. 2. rozszerzone 1964
- Freiheit in der Welt. Sir Thomas More, Einsiedeln 1964
- Theologe und Kirche, Einsiedeln 1964
- Kirche in Freiheit, Einsiedeln 1964
- Christenheit als Minderheit. Die Kirche unter den Weltreligionen, Einsiedeln 1965
- Gott und das Leid (Theologische Meditationen 18), Benziger, Einsiedeln-Zürich-Köln 1967, tłum. pol. Bóg a cierpienie, przeł. Irena Gano, Instytut Wydawniczy „Pax”, Warszawa 1973, s. 68
- Die Kirche (Ökumenische Forschungen I. 1, Herder, Freiburg-Basel-Wien 1967
- Wahrhaftigkeit. Zur Zukunft der Kirche, Freiburg-Basel-Wien 1968
- Menschwerdung Gottes. Eine Einführung in Hegels theologisches Denken als Prolegomena zu einer künftigen Christologie, Freiburg i. Breisgau 1970 (Wcielenie Boga)
- Unfehlbar? Eine Anfrage, Benziger, Zürich-Einsiedeln-Köln 1970
- Was ist Kirche? (Herderbücherei 376), Freiburg-Basel-Wien 1970;
- Wozu Priester? Eine Hilfe, Benziger, Zürich-Einsiedeln-Köln 1971
- Freiheit des Christen (Lizenzausgabe: Buchclub Ex Libris), Zürich 1971;
- Was in der Kirche bleiben muß, Zürich-Einsiedeln-Köln 1973
- Fehlbar? Eine Bilanz, Zürich-Einsiedeln-Köln 1973
- Christ sein, München 1974
- 20 Thesen zum Christsein, München 1975
- Was ist Firmung?, Zürich-Einsiedeln-Köln 1976
- Jesus im Widerstreit. Ein jüdisch-christlicher Dialog (razem z Pinchasem Lapide), Stuttgart-München 1976
- Gottesdienst – warum?, Zürich-Einsiedeln-Köln 1976
- Heute noch an Gott glauben? (zusammen mit Walter Scheel, Mut zu kritischer Sympathie) Zwei Reden, München 1977
- Existiert Gott? Antwort auf die Gottesfrage der Neuzeit, München1978
- Wegzeichen in die Zukunft. Programmatisches für eine christlichere Kirche, Hamburg 1980
- Die christliche Herausforderung (Kurzfassung von »Christ sein«), München 1980
- Kirche – gehalten in der Wahrheit?, Zürich-Einsiedeln-Köln 1979
- 24 Thesen zur Gottesfrage (Serie Piper 171), München 1979
- Kunst und Sinnfrage, Zürich-Einsiedeln-Köln 1980
- Glauben an Jesus Christus (Theologische Meditationen 59), Benziger, Zürich-Einsiedeln-Köln 1982
- Ewiges Leben?, München 1982 (tłum pol. Życie wieczne?, Kraków 1993, przedmowa: Zbigniew Mikołejko)
- Christentum und Weltreligionen. Hinführung zum Dialog mit Islam, Hinduismus, Buddhismus (zusammen mit Josef van Ess, Heinrich von Stietencron, Heinz Bechert), München 1984
- Woran man sich halten kann. Christliche Orientierung in orientierungsarmer Zeit, Zürich-Einsiedeln-Köln 1985
- Dichtung und Religion. Pascal, Gryphius, Lessing, Hölderlin, Novalis, Kierkegaard, Dostojewski, Kafka (zusammen mit Walter Jens), Kindler, München 1985
- Church and Change. The Irish Experience, Dublin 1986
- Theologie im Aufbruch. Eine ökumenische Grundlegung, München 1987
- Freud und die Zukunft der Religion, München 1987
- Christentum und Chinesische Religion (razem z Julią Ching), München 1988
- Anwälte der Humanität. Thomas Mann, Hermann Hesse, Heinrich Böll (razem z Walterem Jensem), München 1989
- Die Hoffnung bewahren. Schriften zur Reform der Kirche, Zürich 1990
- Projekt Weltethos, München 1990
- Das Judentum. Die religiöse Situation der Zeit, München 1991
- Mozart. Spuren der Transzendenz, München 1991
- Die Schweiz ohne Orientierung? Europäische Perspektiven, Zürich 1992
- Denkwege. Ein Lesebuch, red. K.-J. Kuschel, München 1992
- Credo. Das Apostolische Glaubensbekenntnis – Zeitgenossen erklärt, München 1992 (tłum. pol. Credo. Apostolskie Wyznanie Wiary objaśnione ludziom współczesnym), Warszawa 1995
- Große christliche Denker, München 1994
- Das Christentum. Wesen und Geschichte, München 1994
- Menschenwürdig sterben. Ein Plädoyer für Selbstverantwortung (z Walterem Jensem i wypowiedziami Inge Jens, Albina Esera i Dietricha Niethammera), München 1995
- Weltethos für Weltpolitik und Weltwirtschaft, München 1997
- Spurensuche. Die Weltreligionen auf dem Weg, München 1999).
- Die Frau im Christentum, München 2001
- Kleine Geschichte der katholischen Kirche, Berlin 2001 (tłum. pol. Krótka historia Kościoła katolickiego, Wrocław 2004)
- Wozu Weltethos? Religion und Ethik in Zeiten der Globalisierung. Im Gespräch mit Jürgen Hoeren, Freiburg 2002
- Erkämpfte Freiheit – Erinnerungen, München 2002
- Vertrauen, das trägt. Spiritualität für heute, Freiburg-Basel-Wien 2003
- Der Islam. Geschichte, Gegenwart, Zukunft, München 2004
- Weltethos christlich verstanden (wraz z Angelą Rinn-Maurer), Freiburg-Basel-Wien 2005